# Эрик Картман
Э́рик Теодо́р Ка́ртман (англ. Eric Theodore Cartman) — персонаж сериала «Южный Парк», один из четырёх главных героев, учеников начальной школы американского городка Южный Парк, штат Колорадо. Почти все, кроме матери Лиэн Картман, Джимми, Баттерса и работников начальной школы, зовут его по фамилии, а мать ласково называет его «поросёночком».
Картман — избалованный, жадный, влюблённый в себя чуть ли не до нарциссизма, обладающий скверным характером, грязно выражающийся десятилетний ребёнок, страдающий ожирением; он плохо относится ко всем окружающим и является крайне последовательным нацистом (единственным чернокожим, к которому Картман относится нормально, является Шеф). Прототипами этого персонажа стали: немецкий лётчик-ас Эрих Хартманн, персонаж известного ситкома Арчи Банкер, а также школьный знакомый Трея Паркера по имени Мэтт Карпман (англ. Matt Karpman).
Картман ненавидит почти всех, особенно хиппи, евреев и рыжих. Любит унижать двух своих одноклассников — Кайла, из-за его еврейского происхождения, и Кенни, по причине его бедности. Безответный Баттерс часто страдает от выходок Картмана.
Задуманный как единственный антигерой из всей четвёрки ребят, он с самого первого сезона привлекает к себе большее внимание зрителей, чем оставшаяся троица. В частности, он является любимым персонажем в сериале одного из двоих создателей шоу — Мэтта Стоуна. Со временем Картман превратился в настоящего «толкача» шоу, с каждой серией демонстрируя не только хитрость и изобретательность, но и недюжинный интеллект, далеко превосходящий возможности обычного четвероклассника.
Иногда Картман излагает, на первый взгляд, взвешенные, социально ответственные оценки, как это, например, случилось в серии                                  «Мультипликационные войны, часть I», когда перед героями сериала был поставлен выбор — показать серию «Гриффинов», где высмеивается мусульманский пророк Мухаммед, и получить волну террора по всей стране, или запретить скандальный эпизод к показу. Конечно, эта серия противоречива по столкновению заложенных в неё идей (например: что важнее — свобода слова или религиозные чувства жителей других стран), но именно Картман первым озвучил идею, что негоже издеваться над верой и образом жизни непохожих на тебя людей даже в угоду высоким телерейтингам. Однако, ближе к концу серии выясняется, что Картман просто ненавидит «Гриффинов» и воспользовался благовидным предлогом, чтобы добиться их запрета. 
У Картмана следующие слабости: «Cheesy Poofs» (сырные подушечки), кожица от жареных цыплят из KFC, Мел Гибсон, нацистская Германия, игровые приставки, всё, что связано с компанией Apple, и ветчина.
День рождения Эрика Картмана — 1 июля. Номер дома Картманов — 28201. С эпизода Городские жители до Хот-доги ДикинБаус Эрик вместе со своей матерью проживал в закусочной с хот-догами.

## Внешность и физические характеристики
Картман страдает ожирением. Одной из причин избыточного веса является то, что он много ест (любимая еда — сырные подушечки, «четверные печенюшки», чипотле, жареная курица и «шоколадные пистолеты»). У Картмана двойной подбородок. Его часто дразнят «жирным», «жиробасом» и «жиртрестом».
Несмотря на агрессивный характер и преимущество в весе, Картман не слишком хорошо дерётся (разумеется, если ему не удаётся применить какой-нибудь нечестный приём). В нескольких сериях он затевает драку с Кайлом, но в основном верх одерживает Кайл. В эпизоде «Шоу о раке груди» дерётся с Венди Тестабургер, где она избила его до крови. В эпизоде «Енот» Эрик продемонстрировал способность прыгать с крыши на крышу и лазать по окнам.
Как правило, Картман носит голубую шапку с жёлтым помпоном, красную куртку, жёлтые варежки и коричневые штаны. Под курткой он носит белую майку. В эпизодах «Набор веса 4000» и «Счастливого Рождества, Чарли Мэнсон!» Картман носил розовую майку с надписью «Beefcake» (рус. Здоровяк). У него каштановые волосы (хотя иногда они становятся чёрными, например, когда он изображает Адольфа Гитлера или борца сумо).
Картман левша.

## Личность
Личность Картмана заметно изменялась по ходу сериала. Он всегда оставался эгоистичным и нетерпимым, но в ранних сериях он был просто избалованным ребёнком. Позднее он стал жестоким, агрессивным и хитрым. Широко развились его способности манипулировать людьми и интеллект в целом. Он безмерно уважает власть, но не всегда уважает тех, кому она принадлежит.

### Нацизм
Картман — ярый и убеждённый нацист и соответственно антисемит. Его стремление унизить Кайла потому, что тот — еврей, достигает иногда масштабов мании.
Кумиром Картмана является Мел Гибсон, потому что Мел Гибсон снял фильм «Страсти Христовы», который подтвердил антисемитские идеи Эрика. Событиями этого фильма Картман неоднократно попрекает Кайла. Любимая фраза — «Ты — жид пархатый!». В эпизоде «Рыбные палочки» Картман хвастался, как победил армию (вымышленных им) «жидроидов» — боевых роботов, во внешнем виде которых явно угадывались черты стереотипных евреев.
Другим кумиром Эрика является нацистская Германия. В пользу этого говорит неоднократно проявлявшаяся симпатия Картмана к нацистам и Адольфу Гитлеру. Эрик знает немецкий язык. Возможно, не случайной является созвучность имени Эрика Картмана с именем немецкого аса времён Второй мировой войны — Эриха Хартманна.

### Странности
Судя по многочисленным намёкам, Картман страдает рядом серьёзных психических расстройств.
В частности, он не может не спеть песню «Come Sail Away» группы «Styx» целиком, если кто-то рядом начнёт её петь, что может быть одним из симптомов навязчивых идей. Он страдает комплексом неполноценности и для самоутверждения иногда бьёт свою кошку, крича при этом: «Плохая киса, плохая!» (также эта фраза иногда распространяется на другие его жертвы). Тем не менее, в серии «Внушительные буфера» он проникается неожиданной жалостью к кошкам всего города, когда те официально оказываются под запретом. Иногда Картман устраивает чаепития с куклами, притворяясь, что они говорят ему, какой он крутой. Во время игр он однажды воссоздал сцену из фильма «Молчание ягнят» — посадил куклу в колодец и спускал ей еду в корзинке. В эпизоде «ШИКАРН-О» выясняется, что у Баттерса есть плёнка, на которой Картман, одетый в женскую одежду и ведущий себя как Бритни Спирс, танцует вокруг картонной фигуры Джастина Тимберлейка и поёт «Лизните моё тело!». Известно, что Картман, несмотря на свой возраст, иногда писается в постель.
Как только Картман закроет глаза, его посещают различные видения. В эпизоде «Хелен Келлер! Мюзикл» демонстрируется, что Эрику в эти моменты мерещатся жуткие сцены убийств и разрушений каждый раз, к которым он уже привык (говорит, что видит «эту фигню» каждый раз, как закроет глаза). Тем не менее, в эпизоде «Удивительный дар Картмана» показано, что также Картману часто мерещатся сладости или различные вкусные блюда. В эпизоде «Китайская проблема» Эрику снится сон, как с помощью китайских технологий китайцы вскоре поработят Америку.
Как правило, Картман в курсе происходящего вокруг, но о некоторых элементарных вещах он не имеет никакого представления. Например, он был уверен, что дельфины живут в иглу. Кроме того, Картман периодически придумывает безумные планы, часть из которых срабатывает, создавая юмористический эффект. В серии «Я люблю кантри» вместо того, чтобы читать учебник, Картман записывает документальные фильмы про Американскую революцию в «TiVo», погружает его в ванну и садится туда сам. В результате удара током он попадает в 1776 год, где встречается с отцами-основателями.
Также Картман очень хочет быть взрослым, или, по крайней мере, более взрослым, чем его друзья. Например, в эпизоде «Скотт Тенорман должен умереть» он покупает у старшеклассника лобковые волосы, чтобы похвастать перед друзьями, не зная о том, что, когда взрослеешь, они вырастают сами.
На протяжении многих серий Картман преследовал основную цель своей жизни — заработать 10 миллионов долларов. Для этого он придумывал собственную религию, занимался торговлей молочными зубами и создавал собственную мальчиковую группу под названием «Fingerbang» (Фингертрах) не зная что на самом деле значит это слово. Картмана даже назвали «финансовым гением, который изобрёл новую стратегию», когда он в эпизоде «Картманлэнд» купил для себя парк аттракционов и никого туда не пускал. В итоге людей настолько стало туда тянуть, что он смог заработать кучу денег, которые бездарно потерял позже.
Картман любит выигрывать споры (особенно у Кайла) и доказывать своё превосходство. Когда ему нечего возразить, он говорит: «Да пошли вы пацаны, я иду домой!» (в оригинале: «Screw you guys, I’m going home!»), и уходит, не давая продолжить спор.
Картман (как и озвучивающий его Трей Паркер) очень ненавидит хиппи, они постоянно ему снятся, из-за чего он бормочет во сне. Когда хиппи стали представлять реальную опасность для Южного Парка, он спас город, поскольку осознавал её так отчётливо, как никто другой.
В эпизоде «Енот» Картман решает стать таинственным супергероем, который «спасает» город от преступности — например, разгоняет влюблённую пару, приняв их за насильника и жертву. Как только у Картмана появляется соперник, он всеми силами старается убрать его со своего пути, что в конце концов Эрику и удаётся — противник сдаётся полиции.
В эпизоде «Жирная Борода» выясняется, что Картман довольно давно мечтает стать пиратом.
В эпизоде «Мюзикл начальной школы» Эрик пытался покончить с собой.
В эпизоде «Картман находит любовь» говорится, что Картман сводит вместе однорасовые пары, запирая их в мужской раздевалке и при этом видит Эрика-Купидона (галлюцинацию).

### Гомосексуальное поведение
Как минимум дважды Картман попадал в руки педофилов. В эпизоде «Картман вступает в NAMBLA» он вступает в Североамериканскую ассоциацию бойлаверов в поисках взрослых друзей. В результате он и его друзья были вынуждены спасаться бегством от толпы возбуждённых мужчин. В эпизоде «Это уже было у „Симпсонов“» Картман выясняет, что в результате воздействия спермы ракообразные жаброногие Artemia salina образуют цивилизацию и начинают вести себя как люди. По совету своей матери он отправляется в банк спермы, затем выливая в аквариум, и рассказывает друзьям, что часть спермы достал у человека по имени Ральф. Он хвастается, что ничего не заплатил Ральфу за сперму, а «просто закрыл глаза и высосал её из трубки». К этому списку можно отнести и случай в самом конце эпизода «Детский сад», когда, заметив раскрашенные под женскую грудь ягодицы Картмана, группа молодых хулиганов, ранее косвенно замеченных за онанизмом, уносит его, полуголого, в кусты. Также в эпизоде «Коровьи дни» Картман считает себя вьетнамской проституткой и напоминает о том, что его «шлёпал» Леонардо ди Каприо, а в серии «Толстая задница и тупая башка» его рука, считающая себя Дженнифер Лопес, делает минет Бену Аффлеку. В серии «Картман сосёт» Эрик берёт пенис Баттерса себе в рот, пока тот спит, и делает фото с уверенностью, что это сделает Баттерса геем. В серии «Джефферсоны» Картман и Джефферсон (Майкл Джексон) пытались поцеловаться (на самом деле это был кошмар Стэна).
На протяжении всей трилогии «Воображляндия» Картман добивается того, чтобы Кайл пососал ему яйца (то есть дословно исполнил ругательное выражение «suck my balls»); его целью является отсасывание яиц в костюме (он одевается султаном, королём или папой римским), с сохранением фото и видеосвидетельств происшедшего. В конце концов Эрик ограничивается зрелищем того, как воображаемый им Кайл сосёт яйца у воображаемого им самого себя.
В целом ряде эпизодов («Мексиканская зырящая лягушка с южной Шри-Ланки», «Коровьи дни», «Зуб за зуб зубной феи 2000», «У Усамы бен Ладена вонючие штаны», «ШИКАРН-О», «Куролюб», «W.T.F.», «Танцы со смурфами», «Яйца Баттерса») Картман переодевался в женскую одежду. В эпизоде «Приходят соседи» Кайл, объясняя Токену, почему они издеваются над Картманом говорит: «Потому что он садист и педик». Впрочем, данное ругательство ребята использовали, скорее всего, в другом контексте, как это было впоследствии показано в серии «Слово на букву «П»». Также известно, что в эпизоде «Le Petit Tourette» он говорил, что он и его двоюродный брат трогали друг друга членами. В конце эпизода «Твик + Крэйг» Эрик занимается онанизмом в туалете сидя на унитазе, представляя что его насилует его воображаемое альтер эго Эрик-Купидон (Купид-Я), получая при этом явное удовольствие.

### Болезни
Долгое время Картман жил с больной почкой, из-за которой из его носа во время смеха выливалось «молоко», даже если он не пил его перед этим. В конечном итоге эта почка была пересажена умирающему Кайлу. Также в эпизоде «Проблема с гландами» Картман заболевает СПИДом и вместе с Кайлом находит лекарство от этой болезни, измельчив 180000 долларов и введя их в себя и Кайла внутривенно.
В эпизоде «Суккуб» упоминается о том, что у Эрика проблемы с периферическим зрением, которые в итоге были решены пересадкой глаз убитого Кенни.
В эпизоде «Le Petit Tourette» Картман говорит всем, что он заболел синдромом Туррета и наслаждается этим, так как теперь он может ругаться и говорить всё что угодно без всяких негативных последствий для себя. Однако вскоре он действительно потерял способность контролировать себя.

### Таланты

#### Ораторские способности
Очень часто Эрик способен ради своей выгоды вести за собой огромное количество людей. Так, в серии «Страсти жидовы» он заставляет почти весь Южный Парк объединиться против евреев, под видом марша в поддержку фильма Мела Гибсона «Страсти Христовы». А в эпизоде «Рыжие дети» собирает вокруг себя детей с рыжими волосами для совершения массового убийства нерыжих. В эпизоде «Алый знак веселья» косплея генерала Ли вместе с южанами-реконструкторами захватывает юг Америки и почти вынуждает президента признать независимость южных штатов. В эпизодах «Попадают ли умственно отсталые в ад?» и «Возможно» он организовал собственную церковь. В серии «Жирная Борода» Картман собирает под своим началом почти всех сомалийских пиратов. В эпизоде «Кенни умирает» Эрик произносит трогательную речь и поёт песню «Heat of the Moment» перед Конгрессом, чтобы ему разрешили исследование стволовых клеток; растрогавшись, песню подхватывают все конгрессмены и дают такое разрешение.

#### Музыкальные способности
Несколько раз за сериал Картман добивался значительного успеха в музыке. Впервые он попробовал себя в музыкальном бизнесе в эпизоде «Кое-что, что можно сделать пальцем», где организовал бойз-бэнд; однако, эта группа выступила только один раз и не очень успешно. В дальнейшем, в эпизоде «Толстая задница и тупая башка», «ожившая» рука Картмана, которая выдаёт себя за Дженнифер Лопес, записывает успешный сингл «Taco-Flavoured Kisses», вызывая зависть настоящей Дженнифер Лопес. В эпизоде «Тяжёлый христианский рок» Картман вместе с Баттерсом и Токеном создаёт христианскую рок-группу (Эрик играет на клавишах и поёт). Картман пишет целый ряд «христианских» песен, переделывая старые песни про любовь и ставя вместо слов «детка» или «любимая» слово «Иисус». Среди его песен — «Тело Христа» и «Упаду на колени и начну удовлетворять Иисуса». Группа (она называется «Faith+1», в переводе MTV — «Дети веры») добивается огромного успеха; однако, Картман всё портит во время празднования по случаю продажи миллионной копии, узнав, что их альбом не может стать платиновым. Он начинает грязно ругаться, посылая всех подряд.
Кроме того, из эпизода «Чинпокомон» известно, что Картман немного умеет играть на гитаре, в эпизоде «Яковозавры» он исполняет на губной гармошке издевательскую песню «Я ненавижу вас, пацаны» (англ. I Hate You Guys). В серии «Кое-что о том, как пришёл Wall-Mart» Картман играет на скрипке, купленной в «Wall Mart», жалобную мелодию, после чего Кайл ломает скрипку. В эпизоде «Китовые шлюхи», попав в японскую тюрьму, он достаёт губную гармошку и начинает играть стереотипную мелодию. В этой же серии вместе с Кайлом и Кенни играет в группе «Rock Band» и весьма неплохо поёт песню «Poker face».

### Знание немецкого языка
Эрик Картман знает немецкий язык — это видно в эпизоде «Страсти жидовы», где Эрик выкрикивал цитаты из речей Гитлера на немецком, и в эпизоде «Смехобот», где Картман по-немецки пытался договориться с немецким правительством, захватившими школьный спортзал, чтобы те взяли в качестве выкупа Кайла, апеллируя к тому, что Кайл (еврей по национальности) является, по мнению Эрика, «любимой» нацией немцев.

### Манипулирование
В серии «Цццт» после трёх дней воспитания Картман заставил телевизионную няню есть свои экскременты.

## Взаимоотношения

### Семья

Лиэн Картман с тарелкой печенья

Мама Картмана Лиэн среднего для женщин Саут-Парка роста. У неё каштановые волосы, она носит светло-синий свитер и красные брюки; у Лиэн очень мягкий и нежный голос. Лиэн Картман является нимфоманкой и проституткой, снимающейся на камеру для немецких порносайтов. Этот факт впервые подтверждается в эпизоде «Конъюнктивит» — Кайл показывает Эрику журнал «Шлюхи-наркоманки», на обложке которого изображена мать Картмана. Кроме того, Лиэн снималась в немецком копрофильском порнофильме («Саус-Парк: большой, длинный и необрезанный») и в любительском BDSM-порно с участием мистера Мэки. Она легко вступает в сексуальные отношения с незнакомыми людьми, гостями или пришедшими по вызову рабочими. Лиэн получила своё имя от экс-невесты Трея Паркера; он застал её с другим и в результате решил дать её имя женщине с крайне беспорядочной половой жизнью.
Мама Картмана совершенно избаловала сына, чем и объясняются многие его отрицательные черты. В серии «Цццт» Лиэн ненадолго перестаёт баловать Эрика, и вскоре он добреет, начинает лучше учиться и сбрасывает вес. Однако, в итоге мать сама возвращает сына к первоначальному состоянию, поскольку понимает, что если он будет нормальным сыном, он перестанет быть её единственным другом.
С другой стороны, в эпизоде «Счастливого Рождества, Чарли Мэнсон!» показано, что у большинства родственников Картмана такой же характер, как и у него, и, возможно, всё дело в генах. К большинству своих родственников Картман относится без особой нежности; к примеру, единственной целью общения с бабушкой для него является получение подарков (хотя она, умирая, завещает ему миллион долларов).
В серии «Мамаша Картмана по-прежнему грязная шлюха» заявляется, что Лиэн Картман — гермафродит и является биологическим отцом Эрику (на самом деле это не так). Это очень угнетает Эрика: так, в эпизоде «Le Petit Tourette» упоминается, что он из-за этого иногда плачет по ночам, а, ещё не зная, что его мать — его отец, он возмущался, что она спит с другими мужчинами «на папиной койке».
В эпизоде «200» выясняется, что Эрик был обманут и Лиэн Картман — всё-таки мать, у него есть отец. В серии «201» выясняется что его отцом был один из игроков «Денвер Бронкос» — отец Скотта Тенормана Джек Тенорман, погибший вместе со своей женой в результате хитроумно проведённой операции Эрика, который сделал это с целью отомстить Скотту.

### Друзья
Хотя Картман принадлежит к компании четырёх главных героев, вместе со Стэном, Кайлом и Кенни, нередко он откровенно противостоит им, признаётся им в ненависти (или они признаются в ненависти ему). Часто спорит с друзьями, а когда у него заканчиваются аргументы просто говорит «Да пошли вы, я домой». Друзья недолюбливают Картмана за его грязное поведение. Одной из главных целей всех его поступков является достижение превосходства над приятелями. В серии «Пылкая католическая любовь» Картман выигрывает у Кайла пари. Картман начинает дразнить Кайла, но тот признаёт, что проиграл, и поздравляет Картмана. Картман тут же теряет удовольствие от победы и перестаёт унижать Кайла. Но несмотря на все разногласия, Эрик нуждается в компании Стэна, Кайла и Кенни, а также Баттерса, который прощает ему даже самые грязные издевательства. Кроме того, главные герои, попадая в трудную ситуацию, зачастую обращаются за помощью к Картману как самому искушённому и находчивому. В эпизоде Лучшие друзья навсегда Картман назвал Кенни своим лучшим другом, но в этой же серии он очень наглядно продемонстрировал, что у него есть гораздо более важные интересы, чем здоровье друзей.

### Девочки
Эрик постоянно говорит о своём пренебрежительном отношении к противоположному полу (он заявляет, что главным женским занятием должна быть готовка еды для него и стирка его одежды). Тем не менее, иногда ему не хватает женского внимания. В эпизоде «Шеф теряет терпение» Картман производит приятное впечатление на Венди Тестабургер (к её ужасу). Венди не может думать ни о чём другом и в конце концов целует Картмана на глазах у всего города. После этого её интерес к Эрику сходит на нет. В последней сцене эпизода Венди говорит, что рада, что всё закончилось; Картман соглашается и пытается смеяться, хотя заметно, он вовсе не рад. Венди убегает к Стэну, а Картман остаётся совсем один и печально вздыхает. В эпизоде «Ринопластическая клиника Тома» вместе со всей мужской половиной класса влюбляется в учительницу Мисс Элен. В эпизоде «А сиськи всё испортили» Картман вместе со всеми мальчиками класса влюбляется в Биби. В эпизоде «День эрекции» Эрик показывает осведомлённость в отношениях с девочками и помогает советами Джимми соблазнить одноклассницу. В эпизоде «Le Petit Tourette» Картман случайно признаётся, что тайно влюблён в Петти Нельсон и что хочет её поцеловать. На что Петти, скривившись, произносит: «Фу-у…»
В 20-м сезоне, начиная с серии «Проклятый» начинает встречаться с Хайди Тёрнер, которая, как и Эрик, стала изгоем в обществе из-за отказа от «Твиттера». Но со временем, плохое влияние Эрика делает её его полной копией, и в серии «Тухлый помидор» она от него уходит.

### Лягушонок Клайд

Лягушонок Клайд пьёт чай из чашки

Лягушонок Клайд (англ. Clyde Frog) — любимая игрушка Эрика Картмана. Внешне Лягушонок Клайд очень напоминает Лягушонка Кермита (англ. Kermit the Frog), кукольного персонажа «Улицы Сезам» и «Маппет-шоу». Также, вероятно, Лягушонок Клайд основан на главном герое детской познавательной передачи 1970-х «Шоу Лягушонка Клайда» (англ. Clyde Frog Show). Иногда Картман также называет Клайда «Artemus Clyde Frog» (рус. Лягушонок Артемус) — это происходит, когда он играет в «Дикий, дикий Вест» в эпизоде «Кошачья оргия» и является намёком на имя персонажа Артемуса Гордона. В эпизоде «Проблема с гландами» Кайл отрывает лягушонку голову.
Картман находится в очень близких отношениях с Лягушонком Клайдом. Он плачет, когда ему надо попрощаться с ним, и считает его своей лучшей игрушкой. Можно сказать, что Лягушонок Клайд, хотя он и не одушевлён, является ближайшим другом Эрика, к которому он проявляет более тёплые чувства, чем ко всем своим приятелям. Возможно, столь близкие отношения с игрушкой являются результатом и итогом психических проблем и сложных отношений Эрика с другими детьми и людьми вообще.
В эпизоде «1 %» Лягушонок Клайд вместе с остальными игрушечными приятелями погибает. Сначала всем кажется, что это дело рук пятиклассников, однако потом выясняется, что Картман сам создал жуткую серию «убийств», похожую на киношный триллер. Сделал он это, как ни странно, потому, что Кайл сказал что Эрику необходимо взрослеть и избавляться от своих игрушек (и это чуть ли не единственный раз когда Картман послушал совет Кайла).

## Значение и признание
Согласно опросу проведённому среди детей в 1999 году компанией «NatWest» — Картман занял первое место, как самая популярная вымышленная или реальная личность, с которой стоило бы брать пример. Он опередил в опросе таких звёзд как Дэвид Бекхэм и Бритни Спирс.
Обозреватель газеты «Independent» Ник Лезард назвал Картмана «героем нашего времени» и охарактеризовал его так:

Толстый, неблагополучный, сквернословящий лентяй. Хитрый, коварный, презирающий все благородные мысли и деяния, нагло ведущий себя со своей снисходительной матерью.
Оригинальный текст (англ.)fat, dysfunctional, foul- mouthed slob. Sneaky, treacherous, contemptuous of all noble thoughts and causes, grossly insulting to his over- indulgent mother.
— 

## Героические моменты
У Картмана есть и положительные качества. Несколько раз он спасал друзей, город и весь мир в целом, хотя не всегда осознанно.
- В эпизоде «Роджеру Эберту следует отказаться от жирной пищи» Картман спасает всех от сумасшедшего работника планетария, который зомбифицировал население Саус-Парка вращающимися картинками звёздного неба, сделав всех жителей города рабами планетария. Картман случайно спасает их, войдя в планетарий, а потом решает, что слава героя ему не повредит.
- В эпизоде «Яковозавры» Картман, был единственный из всего Саут-Парка, кто проникся жалостью к вымирающему виду яковозавров, в то время как остальных горожан бесило их ненормальное поведение.
- В эпизоде «Кошачья оргия» Картман помогает Шелли, сестре Стэна, отомстить её бывшему парню, который её бросил.
- В эпизоде «Кошмарный Марвин в космосе» Картман помогает эфиопу Марвину и его народу оторваться от преследования Салли Струтерс, и добраться до планеты Марклар.
- В полнометражном фильме «Саус-Парк: большой, длинный и необрезанный» экспериментальный V-чип, помещённый в его мозг, не даёт ему ругаться (выражаясь, Эрик получает удар током). Но выясняется, что Картман не в силах отказаться от сквернословия, и, в конце концов, V-чип начинает работать немного неправильно: каждый раз, когда Картман ругается, из него выстреливает мощная молния. Таким образом Эрик побеждает Саддама Хусейна с помощью потока отборной ругани и тем самым останавливает вторжение сил ада на Землю.
- В эпизоде «Тупое преступление Картмана 2000» принёс аттракционы из Диснейленда парню, который помог ему сбежать из тюрьмы, даже несмотря на то, что в итоге Картмана и так оправдали.
- В эпизоде «Джунгли-Шмунгли» Картман сказал лесозаготовщикам, куда пошла остальная группа американских школьников, что позволило их спасти.
- В эпизоде «Тампоны из волос чероки» Картман оказывается единственным человеком, который может быть донором почки для Кайла, хоть сам этого и не желает.
- В эпизоде «Шеф теряет терпение» Картман неожиданно встал на сторону тех, кто хотел поменять городской флаг Саут-Парка, считая его расистским и на этой почве он даже сблизился с Венди.
- В эпизоде «У Усамы бен Ладена вонючие штаны» он уничтожает Талибан и подстраивает смерть Усамы бен Ладена (выполнив всё это в стиле мультфильмов про Багза Банни).
- В сотом эпизоде сериала, «Я люблю кантри», Картман путешествует во времени в 1776 год, встречается с отцами-основателями США и спасает город от полного хаоса.
- В эпизоде «Убить Санта-Клауса» Картман, чтобы получить подарок от Санты, пытается совершить хороший поступок: Принести рождество в Ирак.
- В эпизоде «Сдохни, хиппи, сдохни» его ненависть к хиппи спасает Саут-Парк от музыкального фестиваля хиппи.
- В эпизоде «Лучшие друзья навсегда» он, сам того не ведая, спасает мир от Армагеддона, добившись в суде, чтобы Кенни отключили от системы жизнеобеспечения, чтобы получить «PlayStation Portable», которую Кенни ему завещал. Кенни попадает в рай, принимает командование ангельскими силами и побеждает демоническую армию Сатаны.
- В эпизоде «Смерть Эрика Картмана» Эрик думает, что он умер и не может попасть на небеса потому, что его миссия на земле не закончена, и он начинает делать добрые дела.
- В эпизоде «Угроза самодовольства!» он отправляется в Сан-Франциско (где он поклялся никогда не бывать) и спасает Кайла и его семью от урагана пафоса, стёршего Сан-Франциско с лица земли и засосавшего город «в его собственную жопу».
- В эпизоде «Занимайтесь любовью, а не Warcraft’ом» Картман в одиночку разработал план, как победить всесильного игрока в игре World of Warcraft, который убивал персонажей остальных игроков.
- В эпизоде «Учительница соблазняет мальчика» Картман помогает Кайлу спасти Айка от озабоченной учительницы, причём в этой серии он и Кайл ни разу не оскорбляют друг друга.
- В эпизоде «Мандомба» благодаря его неприязни к мусульманам удалось спасти Саут-Парк от ядерного взрыва.
- Во второй части эпизода «Воображляндия» Картман спасает жизнь Кайлу после атаки Челмедведосвина, сделав ему непрямой массаж сердца, чтобы тот мог исполнить свою часть договора: пососать яйца Картмана.
- В эпизоде «Внушительные буфера», когда весь город избавляется от кошек, он прячет бездомных у себя на чердаке, чтобы их не забрали.
- В эпизоде «Освободите Виллзиака» Эрик вместе с другими ребятами спасает «говорящего» кита из океанариума.
- В эпизоде «Вперёд, Бог, вперёд XII» Картман, чтобы поиграть в Nintendo Wii, замораживает себя в горах и попадает в XXV век, где весь мир стал полностью атеистическим, а борьбу за власть ведут три атеистических группировки. Разочаровавшись в будущем, Картман пытается изменить его и с помощью «телефона для розыгрышей», позволяющего звонить в прошлое, звонит миссис Гаррисон (чей брак с Ричардом Докинзом и привёл к такому будущему), прямо в момент когда та занималась сексом с Докинзом и случайно сообщает тому, что миссис Гаррисон делала операцию по смене пола. Докинз смущается и покидает миссис Гаррисон, что приводит к изменению будущего, в котором теперь воцарился мир и взаимопонимание.
- В эпизоде «Фу, член!» Эрика отправляют учить трудных подростков в Денвере и обучает их искусству лжи благодаря чему они проходят тест.
- В эпизоде «Кольцо» когда Кенни, под влиянием группы «Jonas Brothers» стал носить «кольцо невинности» и становиться скучным, Картман вместе с Кайлом и Стэном уличил группу и их босса Микки Мауса в обмане, после чего Кенни снял кольцо.
- В эпизоде «Ешь, молись, пускай газы» Картман вместе с остальными мужчинами Южного парка записывал песню в защиту прав женщин.
- В эпизоде «Фэйсхиллинг» Картман спас, вернув в моду, интернет-мем «Фейсхиллинг».
- В эпизоде «Жидокабра» Картман под влиянием своего сна становится иудеем, и вместо того, чтобы унижать Кайла по поводу его еврейства, поздравляет с Песахом.
- В игре South Park: The Stick of Truth именно Картман придумывает способ окончательно расправиться с финальным боссом — зомби-фашистской принцессой, в которую превратился Кенни.
- В серии «Джефферсоны» Эрик самоотверженно и героически защищает от клеветы и общественного унижения Майкла Джексона, закрыв его собой от полицейских, и говоря им, что не позволит его оскорблять.

## Смерти и воскрешения
Картман умирал несколько раз. В раннем короткометражном мультфильме «Дух Рождества (Иисус против Фрости)» был убит ожившим снеговиком (в этом эпизоде Картман носил имя «Кенни»). В эпизоде «Воображляндия, эпизод III» Эрик вместе с Кайлом и Стэном погибает в результате взрыва атомной бомбы в Воображляндии. Однако, благодаря Баттерсу, который воображает, чтобы всё в Воображляндии вернулось к довоенному состоянию, они оживают. В специальном ролике «Dead Friend Sketch» Картман был раздавлен ногой гигантской статуи. В эпизоде «Жидокабра» в своём сне Картман умирает по воле Иеговы, потому что его отец (а по совместительству египетский фараон) не даёт евреям уйти из Египта.

## Криминал
- В серии «Тупое преступление Картмана 2000» Эрик впервые попадает в тюрьму, по статье «преступление на почве расовой ненависти» (бросил камень в Токена). Срок наказания — 13 лет, реально около 5 дней, так как был оправдан губернатором.
- В серии «Туалетная бумага» Эрик закидал дом учительницы туалетной бумагой. По закону Южного Парка — это уголовное преступление. Наказание — оставаться в школе одну неделю после уроков.
- В эпизоде «Каса-Бонита» он похищает Баттерса, чтобы вместо него поехать в Каса-Бониту. В конце эпизода его разыскивает полиция. Наказание-неделя в колонии для несовершеннолетних.
- В эпизоде «Скотт Тенорман должен умереть» Эрик подстраивает убийство родителей Скотта Тенормана и скармливает их ему с соусом чили.
- В серии «Бедный и глупый» участвовал в гонках и задавил многих людей.
- В эпизоде «T.M.I.» Эрик подстраивает самоубийство жены врача, который назвал его «жиртрестом».
- В серии «Последний из Мексикан» развесил листовки с фото Баттерса и подписью «Разыскивается, стрелять без предупреждения».
- В эпизоде «Война миров Зиммерман» Картман стрелял в Токена, который зашёл на его территорию. Был оправдан судом присяжных.

## Появления в других сериалах

Кадр из «Футурамы». Голова Картмана в верхнем правом углу.

- В полнометражном фильме к мультсериалу «Футурама», «Bender's Big Score», в музее голов на заднем плане можно заметить голову Картмана.
- В мультсериале Удивительный мир Гамбола в серии «The Fury» его можно заметить в рассказе Масами, среди людей смотрящих турнир

## См. Также
- Стьюи Гриффин